# Girl from Nowhere
Girl from Nowhere (taj. ด็กใหม่, tr. Dek Mai, dosł. nowa dziewczyna) – tajski serial telewizyjny z gatunku thrillera w konwencji antologii, stworzony przez studio SOUR Bangkok.
Pierwszy sezon był emitowany od 8 sierpnia 2018 na tajskim kanale telewizyjnym GMM 25. Drugi sezon został wydany globalnie w serwisie Netflix 7 maja 2021, co zapewniło serialowi międzynarodową popularność. Szczególną popularność serial zdobył w krajach wschodniej Azji, lecz niemałą popularność zdobył także w innych krajach, takich jak Stany Zjednoczone lub Brazylia. Serial został doceniony przez krytyków za wykorzystanie niekonwencjonalnego sposobu opowiadania historii i ujęcie współczesnego społeczeństwa szkolnego.

## Opis fabuły
Fabuła skupiona jest wokół Nanno – zagadkowej nastolatki, która przenosi się do różnych prywatnych szkół w Tajlandii i ujawnia hipokryzję, kłamstwa i sekrety uczniów i nauczycieli. Okazuje się, że Nanno jest nieśmiertelną istotą, karzącą przestępców za ich zbrodnie i występki.

## Obsada
- Chicha Amatayakul jako Nanno – tajemnicza dziewczyna o nadprzyrodzonych mocach i enigmatycznym pochodzeniu. Nanno kara ludzi, którzy ukrywają sekrety, wykonują szkodliwe czyny wobec innych i mają samolubne pragnienia. Nanno okazuje się być nieśmiertelną istotą, która ma moc ujawniania kłamstw i występków każdego, kogo spotyka, wymierzając im odpowiednią karę, bez względu na to, jak duże lub małe są. Nanno nie jest ani dobra, ani zła w swojej krucjacie, ponieważ rani tylko tych, którzy skrzywdzili innych. Strój Nanno składa się z jej krótkiej, średniej długości, fryzury typu bob z grzywką i żeńskiego mundurka szkolnego. Według aktorki odgrywającej jej rolę, postać jest inspirowana Tomie Kawakami, postaci z mangi Junji Itō[7].
- Chanya McClory (sezon 2) jako Yuri – rywalka Nanno. Podobnie jak ona, posiada nadprzyrodzone moce, jednak jest o wiele bardziej bezwzględna, pochopna i mściwa w swoich działaniach. Wykazuje oznaki socjopatyzmu i nie odczuwa skruchy za swoje czyny. Strój Yuri to także tradycyjny żeński mundurek szkolny, a jej włosy są związane w kucyk za pomocą czerwonej wstążki[7].

## Lista odcinków
| Nr             | #              | Polski tytuł                 | Angielski tytuł            | Reżyseria                                | Data premiery        |
| Sezon 1 (2018) | Sezon 1 (2018) | Sezon 1 (2018)               | Sezon 1 (2018)             | Sezon 1 (2018)                           | Sezon 1 (2018)       |
| -------------- | -------------- | ---------------------------- | -------------------------- | ---------------------------------------- | -------------------- |
| 1              | 1              | Paskudna prawda              | The Ugly Truth             | Pairach Khumwan                          | 8 sierpnia 2018      |
| 2              | 2              | Przeprosiny                  | Apologies                  | Sitisiri Mongkholsiri                    | 15 sierpnia 2018     |
| 3              | 3              | Zdobycz                      | Trophy                     | Apiwat Supateerapong                     | 22 sierpnia 2018     |
| 4              | 4              | Wyższe sfery                 | Hi-So                      | Khomkrit Treewimol                       | 29 sierpnia 2018     |
| 5              | 5              | Wszyscy mówią, że Cię kocham | Social Love                | T-Thawat Taifayongvichit                 | 5 września 2018      |
| 6              | 6              | Obiekt westchnień: część 1   | Wonderwall, Part 1         | Jatuphong Rungrueangdechaphat            | 10 października 2018 |
| 7              | 7              | Obiekt westchnień: część 2   | Wonderwall, Part 2         | Jatuphong Rungrueangdechaphat            | 17 października 2018 |
| 8              | 8              | Utracone i odzyskane         | Lost & Found               | Sivawut Sewatanon                        | 12 września 2018     |
| 9              | 9              | Pułapka                      | Trap                       | Jatuphong Rungrueangdechaphat            | 19 września 2018     |
| 10             | 10             | Dziękujemy, pani profesor    | Thank You Teacher          | Varayu Rukskul                           | 26 września 2018     |
| 11             | 11             | Ranking                      | The Rank                   | Chai-A-Nan Soijumpa                      | 3 października 2018  |
| 12             | 12             | Przyjaciółka: część 1        | BFF, Part 1                | Khomkrit Treewimol                       | 24 października 2018 |
| 13             | 13             | Przyjaciółka: część 2        | BFF, Part 2                | Khomkrit Treewimol                       | 31 października 2018 |
| Sezon 2 (2021) |                |                              |                            |                                          |                      |
| 14             | 1              | W ciąży                      | Pregnant                   | Pairach Khumwan                          | 7 maja 2021          |
| 15             | 2              | Prawdziwa miłość             | True Love                  | Khomkrit Treewimol                       | 7 maja 2021          |
| 16             | 3              | Minnie i cztery ciała        | Minnie and the Four Bodies | Pairach Khumwan                          | 7 maja 2021          |
| 17             | 4              | Yuri                         | Yuri                       | Sitisiri Mongkholsiri                    | 7 maja 2021          |
| 18             | 5              | SOTUS                        | SOTUS                      | Khomkrit Treewimol                       | 7 maja 2021          |
| 19             | 6              | Wyzwolenie                   | Liberation                 | Paween Purijitpanya & Surawut Tungkharak | 7 maja 2021          |
| 20             | 7              | JennyX                       | JennyX                     | Jatuphong Rungrueangdechaphat            | 7 maja 2021          |
| 21             | 8              | I wy będziecie sądzeni       | The Judgement              | Khomkrit Treewimol                       | 7 maja 2021          |